# Процик Петро Йосифович
Петро Йосифович Процик (нар. 9 березня 1947, Лопушани, Зборівський район, Тернопільська область, Українська РСР) — український військовий діяч, заступник Начальника Генштабу ЗСУ у 1997—2002 роках, генерал-лейтенант, радник голови Народного руху України (2004—2013), член Громадської ради при Міністерстві оборони України (2005—2013), Міністерстві соціальної політики (2010—2013) та колегії Громадської Ліги «Україна-НАТО», заступник голови Ради Всеукраїнського союзу громадських об'єднань учасників бойових дій, ветеранів військової служби та правоохоронних органів.

## Життєпис
Народився 9 березня 1947 року в селі Лопушани, нині  Тернопільського району Тернопільської області. Навчався у Лопушанській початковій та Оліївській середній школах, останню з яких закінчив 1965 року. Закінчив Харківське танкове командне училище 1968 року та загальновійськову академію 1976 року, вищі академічні курси ВАГШ ЗС колишнього СРСР 1990 року, курс національної безпеки у Гарвардському університеті 1998 року.

### Військова служба
Військову службу проходив у тодішніх Прикарпатському, Забайкальському (10 років) й Одеському військових округах на командних та штабних посадах, у тому числі начальника розвідки дивізії, з 1977 року у штабах округів, а з 1988 року — заступник начальника оперативного управління штабу ОдВО.
З серпня 1985 по серпень 1988 року брав участь у війні в Афганістані у складі групи радників Генерального штабу національних збройних сил, надавав допомогу в організації підготовки, бойового застосування та керівництва збройними силами Афганістану. Брав участь у бойових діях частин афганської армії у провінціях Герат, Логар, Кандагар, Хост, Фарах, Кундуз, Кунар, Пактія, Пактика тощо.
З отриманням Україною незалежності, працюючи у групі першого Міністра оборони України Костянтина Морозова, брав участь у розробці початкових документів зі створення Збройних сил України. У ЗСУ службу продовжив на посаді заступника начальника оперативного управління штабу ОдВО. З 1993 року — начальник оперативного управління — заступник начальника штабу того ж округу (потім Південного оперативного командування), котрий на той час керував військами, дислокованими у центральній, північно-східній, східній і південній частинах України на двох третинах її території. Організовував розробку першого оперативного плану застосування військ округу, планування бойової готовності, підготовки штабів і військ та їх повсякденної діяльності.
На посаді заступника начальника Генштабу ЗС України координував питання організації управлінської діяльності у вищих ланках державного військового управління, планування будівництва, розвитку і застосування ЗС, організації воєнно-наукової роботи, взаємодії з органами державної влади, міжнародного військового співробітництва, законотворчої роботи з проблематики національної безпеки і оборони. Очолював робочі групи з розробки проектів нової редакції Воєнної доктрини, законів «Про оборону України» та «Про Збройні Сили України» й інших державних документів у сфері національної безпеки й оборони.
Запроваджував систему оборонного планування та планування оборонних ресурсів. Керував створенням Єдиної автоматизованої системи управління Збройними Силами. Керівник групи з імплементації міжнародного гуманітарного права у Збройних Силах України.
Закінчив військову службу 2003 року на посаді першого заступника начальника штабу Головного управління розвідки, звільнений у запас за станом здоров'я. Військовий експерт. Опікується питаннями національної безпеки, оборони, у тому числі євроатлантичною інтеграцією, проблематикою тимчасового базування Чорноморського флоту Росії на території України.

## Нагороди
- Відзнаки Президента України: «За військову службу Україні» та «Захиснику Вітчизни»;
- Міністра оборони: «Доблесть і честь», «Ветеран військової служби», «10 років Збройних Сил України» та «15 років Збройних Сил України»;
- Начальника Генштабу Збройних Сил України: «За доблесну військову службу Батьківщині»;
- Орден Червоної Зірки;
- Відзнаки Національного космічного агентства, Української спілки ветеранів Афганістану, Монголії та Афганістану;
- Один з небагатьох в Україні кавалерів ордена Почесного легіону Французької Республіки.

## Сім'я
- Батько — Йосиф Васильович (1912—1992),
- Мати — Анастасія Іванівна (1913—1993).
- Дружина — Ольга Георгіївна, журналіст, член Спілки журналістів СРСР та України
- Дочки - Ірина, Ольга, Дарина.